# Achot Grigorian
Pour les articles homonymes, voir Grigorian.
Achot Tigranovitch Grigorian (en russe : Ашот Тигранович Григорьян), né le 21 mars 1910 et mort en 1997, est un historien des sciences soviétique puis russe.

## Biographie
Né dans le village de Kert (aujourd'hui Guzumkend), en Azerbaïdjan. En 1935, Grigorian finit ses études à la faculté de mécanique et mathématiques de l'université d'État de Moscou avant d'être mobilisé dans le contexte de la Seconde Guerre mondiale.
De 1951 à 1954, Grigorian enseigne à l'université d'État de Moscou ainsi qu'à Institut d'imprimerie de Moscou et à l'Institut polytechnique par correspondance de l'Union. À partir de 1956, son lieu de travail permanent est l'Institut d'histoire des sciences naturelles et technologiques de l'Académie des sciences de l'URSS. Les principaux ouvrages de Grigorian sont consacrés à l'histoire de la mécanique des XVIIIe et XXe siècles, ainsi que sur l'histoire de la mécanique en URSS. Il a pareillement écrit diverses biographies de scientifiques.
Il est enterré avec son épouse, Tamara Anatolievna Grigorian au cimetière Vagankovo de Moscou.

## Distinctions

### Académies
À partir de 1960, Grigorian est membre correspondant de l'Académie internationale d'histoire des sciences, puis est élu membre effectif n°141 en 1963. Il était également membre de l'Académie espagnole des sciences. Il est aussi élu vice-président de l'Union internationale d'histoire et de philosophie des sciences et de la technologie (IUCHS) en 1962, lors du 15e Congrès international (Écosse, Édimbourg).

### Prix
- Ordre de la Guerre patriotique, Première classe en 1942.
- Ordre de la Guerre patriotique, Deuxième classe (1985).
- Ordre de l'Étoile rouge[3].
- Médaille "Pour la victoire sur l'Allemagne dans la Grande Guerre patriotique de 1941-1945.
- Médaille Alexandre Koyré « Pour un travail scientifique exceptionnel dans l'histoire des sciences » en 1971.